# Joe Haden
Pour les articles homonymes, voir Haden.
(en) Statistiques sur pro-football-reference
Joseph Walter Haden III, dit Joe Haden, né le 14 avril 1989 à Fort Washington au Maryland, est un joueur américain de football américain évoluant à la position de cornerback. Il joue actuellement avec les Steelers de Pittsburgh de la National Football League (NFL).

## Biographie

### Jeunesse
Haden fait ses études à la Friendly High School de sa ville natale de Fort Washington où il joue au poste de quarterback pour l'équipe des Patriots de Friendly, battant le record de yards à la passe de l'État du Maryland pour une école publique avec 7 371 yards et 24 touchdowns à la passe.
Le site de recrutement Rivals.com le considère comme quatre étoiles et nommé troisième meilleur athlète de la nation pour 2007.

### Carrière universitaire
Il accepte la proposition de l'université de Floride à Gainesville, jouant avec l'équipe des Gators de la Floride, entraîné par Urban Meyer. En 2007, il débute 12 matchs et en rate un à cause d'une blessure. Il fait lors de cette saison 63 plaquages et une interception. En 2008, Haden devient un des deux cornerbacks titulaires et plaque à 77 reprises et fait trois interceptions, dont une qu'il retourne en touchdown après avoir parcouru 88 yards. Lors de la victoire des Gators contre les Sooners de l'Oklahoma 24 à 14, il fait 10 plaquages et aide l'équipe à remporter le championnat national universitaire.
En 2009, il effectue 57 plaquages, quatre interceptions et trois sacks, et est nommé dans l'équipe-type de la saison pour la conférence SEC et dans l'équipe-type All-American. Il reçoit le trophée du meilleur joueur de la saison des Gators avec le quarterback Tim Tebow et joueur défensif de l'année au niveau des États-Unis par Sporting News. Il décide de sauter sa dernière année universitaire pour entrer à la draft 2010 de la NFL.

### Carrière professionnelle
Joe Haden est sélectionné au premier tour de la draft 2010 de la NFL par les Browns de Cleveland en tant que 7e choix global. Le 31 juillet 2010, il signe un contrat de cinq ans d'une valeur de 50 millions de dollars avec les Browns. Il joue ses premiers matchs professionnels et gagne une place de titulaire après la blessure de Eric Wright lors du 11e match. Pour cette première saison, il fait 64 plaquages, 6 interceptions en plus de provoquer un fumble. Il joue les 16 matchs de la saison, dont 7 comme titulaire.
En 2012, il est contrôlé positif à l'Adderall et suspendu pour quatre matchs par la NFL. Cette suspension entraîne la perte d'un cachet de plus d'un million de dollars pour Haden. En effet, il était stipulé dans le contrat de Haden que si le joueur rate quatre matchs, il perd 1,356 millions de dollars sur sa saison.
Il prolonge en mai 2014 son contrat avec les Browns pour 5 ans et un montant de 68 millions de dollars.
Il est libéré par les Browns le 30 août 2017 après qu'il a refusé une réduction de salaire et que l'équipe a tenté de l'échanger, mais en vain. Quelques heures après sa libération des Browns, il signe avec les Steelers de Pittsburgh.